# نقار الخشب ذو المنقار العاجي
نقار الخشب ذو المنقار العاجي هو نقار خشب من المرجح بأنه منقرض موطنه الأصلي جنوب الولايات المتحدة وكوبا.